# Fernando Cruz
Fernando Cruz   (Lisboa, 12 d'agost de 1940 - 16 d'agost de 2025) fou un futbolista portuguès que va jugar com a lateral esquerre.

## Carrera de club
Nascut a Lisboa, Cruz ja era la primera opció del Benfica als 20 anys, amb qui va guanyar vuit campionats de la Primeira Liga i quatre Copes de Portugal. Va jugar les cinc finals de la Copa d'Europa que l'equip va assolir als anys 60, guanyant les edicions de 1961 i 1962 i participant en 346 partits oficials durant els seus 11 anys (un gol).
Va jugar com a titular la final de la Copa d'Europa de 1961, que el Benfica va guanyar contra el FC Barcelona per 3 a 2 al Wankdorf Stadium de Berna, la primera final de la Copa d'Europa que jugaven qualsevol dels dos equips. També va jugar com a titular la final de la Copa d'Europa de 1962, que el Benfica va guanyar contra el Reial Madrid per 5 a 3 a l'Estadi Olímpic d'Amsterdam, la segona victòria consecutiva de l'equip portuguès en la competició. També fou titular a la final de la Copa d'Europa de 1963, que el Benfica va perdre contra l'AC Milan per 2 a 1 a l'estadi de Wembley a Londres, una derrota que va trencar una ratxa consecutiva de dues victòries portugueses a la Copa d'Europa, i que representà també la primera victòria italiana en la competició.
Va jugar com a titular la final de la Copa d'Europa de 1965, que el Benfica va perdre contra l'Inter de Milà per 0 a 1 a San Siro, la segona victòria consecutiva de l'Inter en la competició.
Cruz va acabar la seva carrera professional el juny de 1971, després d'un any amb el recentment format Paris Saint-Germain. Després de deixar França, es va dirigir a Sud-amèrica i, més tard, als Estats Units, on va treballar com a gerent en aquest últim país.

## Carrera internacional
Cruz va jugar 11 partits amb Portugal, la seva primera aparició va ser el 21 de maig de 1961 en un empat a 1 en un partit amistós contra Anglaterra. Va ser inclòs a l'equip d' Otto Glória per a la final de la Copa del Món de la FIFA de 1966, però no va poder jugar amb la selecció del tercer classificat.

## Vida personal
Cruz era seguidor del Benfica. El 2008, va ser homenatjat pel club pels seus èxits, en presència del seu amic i conegut futbolista Eusébio.
El 23 de setembre de 2012, Cruz va actuar com a "convidat d'honor" de l'associació de seguidors del Benfica a Canas de Senhorim, a la regió central de Portugal.

## Palmarès
Benfica
- Primera Lliga: 1959–60, 1960–61, 1962–63, 1963–64, 1964–65, 1966–67, 1967–68, 1968–69
- Taça de Portugal: 1961–62, 1963–64, 1968–69, 1969–70
- Copa d'Europa: 1960–61, 1961–62 ; subcampió: 1962–63, 1964–65, 1967–68
- Subcampió de la Copa Intercontinental: 1961,[13] 1962

París Saint-Germain
- Divisió 2: 1970–71[14]

Portugal
- Tercer lloc a la Copa del Món de la FIFA: 1966[11]